# كيفن بنتلي
كيفن بنتلي (بالإنجليزية: Kevin Bentley)‏ هو لاعب كرة قدم أمريكية أمريكي، ولد في 29 ديسمبر 1979 في North Hills, Los Angeles ‏ في الولايات المتحدة.

## وصلات خارجية
- كيفن بنتلي على موقع مرجع كرة القدم المحترفة.كوم (الإنجليزية)